# الخنافس في الحديقة
الخنافس في الحديقة هو فيلم دراما تم إنتاجه في الولايات المتحدة وصدر في سنة 2008. الفيلم من إخراج دينيس لي وكتابة روبرت فروست. من بطولة رايان رينولدز وويليم دافو وإميلي واتسون وجوليا روبرتس وكاري-آن موس.

## القصة
تدور قصة الفيلم حول تعقيدات الحب والالتزام لإحدى الأسر الممزقة أثناء مواجهتها لمأساة غير متوقعة.

## الممثلون والشخصيات
- رايان رينولدز (بدور: مايكل فاشتر)
- ويليم دافو (بدور: شارلز ويتشر)

## الميزانية والإيرادات
بلغت تكلفة إنتاج الفيلم حوالي 8 ملايين دولار بينما حقق إيرادات تقدر بـ 3393161 دولار.

## وصلات خارجية
- الخنافس في الحديقة على موقع IMDb (الإنجليزية)
- الخنافس في الحديقة على موقع ميتاكريتيك (الإنجليزية)
- الخنافس في الحديقة على موقع روتن توميتوز (الإنجليزية)
- الخنافس في الحديقة على موقع نتفليكس (الإنجليزية)
- الخنافس في الحديقة على موقع قاعدة بيانات الأفلام العربية
- الخنافس في الحديقة على موقع ألو سيني (الفرنسية)
- الخنافس في الحديقة على موقع Turner Classic Movies (الإنجليزية)
- الخنافس في الحديقة على موقع أول موفي (الإنجليزية)
- الخنافس في الحديقة على موقع بوكس أوفيس موجو (الإنجليزية)
- الخنافس في الحديقة على موقع فيلمافينيتي (الإسبانية)